# Кордон між Німецькою Демократичною Республікою та Європейським економічним співтовариством
Кордон між Німецькою Демократичною Республікою та Європейським економічним співтовариством проходив між 25 березня 1957 року, дата підписання Римського договору про створення Європейського економічного співтовариства, та 3 жовтня 1990 року, дата возз'єднання Німеччини, кордон, що розмежовує сусідні території, над якими здійснювався суверенітет Німецької Демократичної Республіки (Східна Німеччина) або однієї з тодішніх держав-членів Європейського Союзу, у даному випадку Федеративної Республіки Німеччина (Західна Німеччина).

## Історія
Після возз'єднання Німеччини 3 жовтня 1990 року, колишня Східна Німеччина стала частиною Європейського економічного співтовариства, одним із засновників якого був Західна Німеччина. Оскільки внутрішній кордон Німеччини зник у цю дату, кордон між ЄЕС та НДР також зник у той час, і тому з тих пір більше не існує.